# Złocień wieńcowy
Złocień wieńcowy (Glebionis coronaria (L.) Cass. ex Spach) – gatunek rośliny z rodziny astrowatych. Pochodzi z obszaru śródziemnomorskiego i Bliskiego Wschodu. Jest uprawiany i spożywany jako warzywo we wschodniej Azji.

## Zasięg występowania
Występuje naturalnie w basenie Morza Śródziemnego i w południowo-zachodniej Azji. Rośnie tutaj dziko w następujących państwach: Algieria, Egipt, Libia, Maroko, Tunezja, Cypr, Egipt (Synaj), Iran, Izrael, Jordania, Liban, Syria, Turcja, Pakistan, Bośnia i Hercegowina, Grecja, Włochy, Francja, Portugalia i Hiszpania. Rozprzestrzenił się i obecnie występuje także w innych miejscach Afryki, Europy oraz w Ameryce Północnej i Południowej. Jest też gdzieniegdzie uprawiany. W Polsce jest uprawiany i dziczejący (efemerofit).

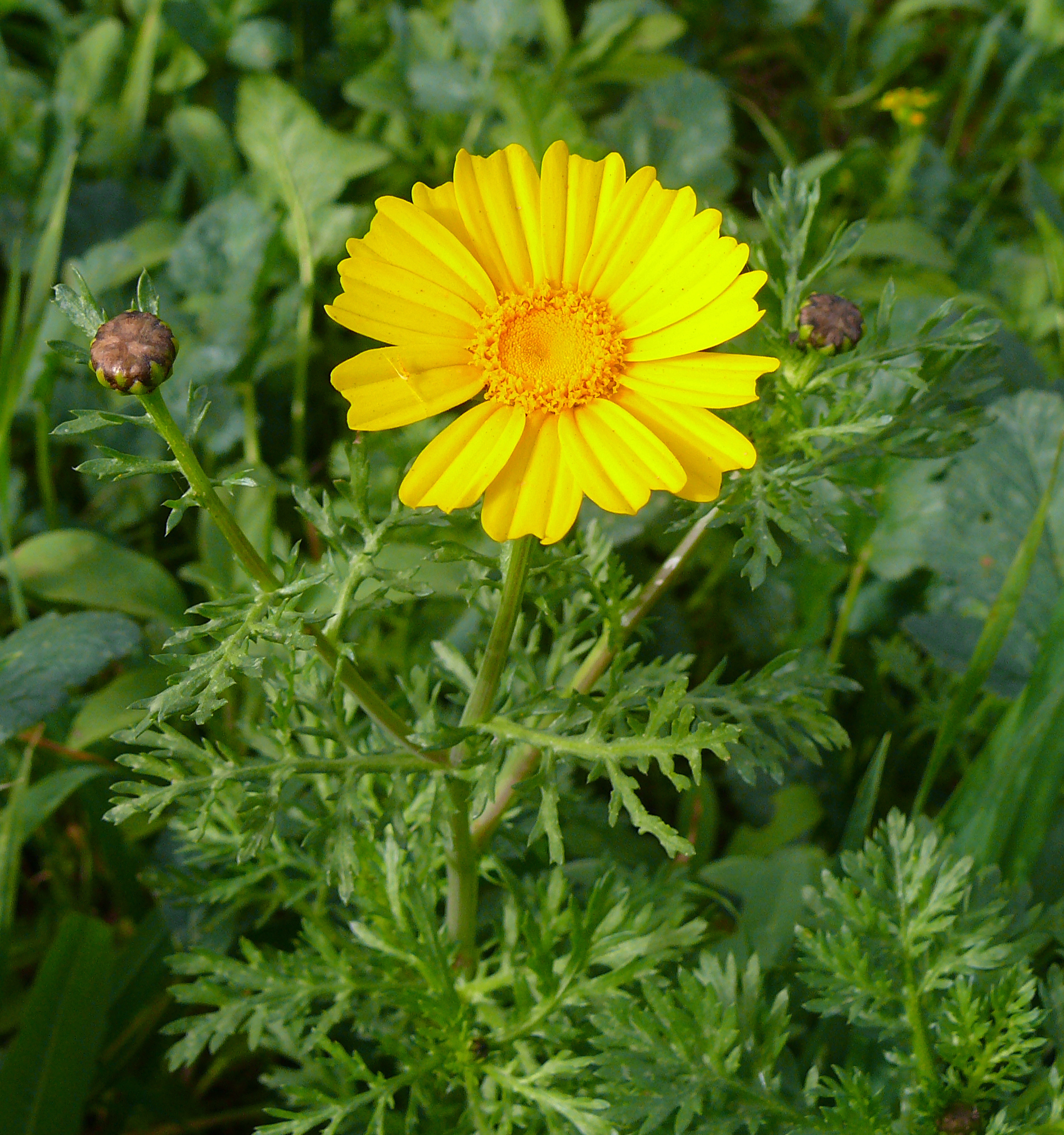

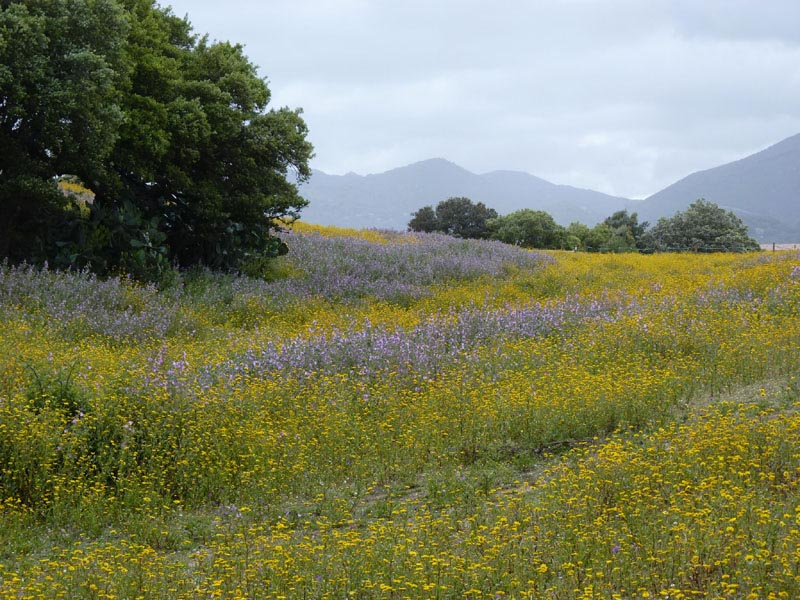
Złocień wieńcowy w swoim naturalnym środowisku

## Morfologia
PokrójRoślina jednoroczna o wysokości do 1 m.
LiścieJasnozielone, głęboko pierzasto wcięte.
KwiatKwiaty o barwie od jasnożółtej do ciemnożółtej, zebrane w koszyczki o średnicy ok. 5 cm.

## Zastosowanie
- Jest uprawiany jako roślina ozdobna[6].
- Liście, które mają silny, wyrazisty, aromatyczny smak są wykorzystywane w kuchni orientalnej. W Japonii roślina ta nazywa się shungiku (dosł. „wiosenna chryzantema”) i jest wykorzystywana do przyrządzania niektórych potraw typu nabe-mono, jak np. sukiyaki, czy do warzyw gotowanych z dodatkiem sosu sojowego (shōyu). Można ją dodawać do sałatek su-no-mono i robić marynaty. Gotowane płatki tej chryzantemy, marynowane w occie, nazywają się kiku-namasu[6][7][8].

## Udział w kulturze
Przez badaczy roślin biblijnych jest powszechnie uznawany za gatunek, do którego odnosi się werset w Księdze Psalmów (103,15): „Dni człowieka są jak trawa; kwitnie jak kwiat na polu; ledwo muśnie go wiatr, a już go nie ma, i miejsce, gdzie był, już go nie rozpoznaje”, oraz wzmianki w innych miejscach Starego Testamentu. Na  terenach biblijnych bowiem gatunek ten jest bardzo pospolity, tworzy często duże łany i gdy zakwita jest widoczny nawet z samolotu.